# Bradley (Oklahoma)
Bradley és un poble dels Estats Units a l'estat d'Oklahoma. Segons el cens del 2000 tenia 182 habitants.

## Demografia
Segons el cens del 2000, Bradley tenia 182 habitants, 67 habitatges, i 52 famílies. La densitat de població era de 305,5 habitants per km².
Dels 67 habitatges en un 41,8% hi vivien nens de menys de 18 anys, en un 68,7% hi vivien parelles casades, en un 6% dones solteres, i en un 20,9% no eren unitats familiars. En el 19,4% dels habitatges hi vivien persones soles el 6% de les quals corresponia a persones de 65 anys o més que vivien soles. El nombre mitjà de persones vivint en cada habitatge era de 2,72 i el nombre mitjà de persones que vivien en cada família era de 3,08.
Per edats la població es repartia de la següent manera: un 29,7% tenia menys de 18 anys, un 6,6% entre 18 i 24, un 35,2% entre 25 i 44, un 22% de 45 a 60 i un 6,6% 65 anys o més.
L'edat mediana era de 33 anys. Per cada 100 dones de 18 o més anys hi havia 100 homes.
La renda mediana per habitatge era de 21.429 $ i la renda mediana per família de 20.938 $. Els homes tenien una renda mediana de 17.250 $ mentre que les dones 13.333 $. La renda per capita de la població era de 9.165 $. Entorn del 22% de les famílies i el 26,7% de la població estaven per davall del llindar de pobresa.

## Poblacions més properes
El següent diagrama mostra les poblacions més properes.